# Xot de Biak
El xot de Biak (Otus beccarii) és una espècie d'ocell de la família dels estrígids (Strigidae). Habita zones boscoses de Biak, al nord-oest de Nova Guinea. El seu estat de conservació es considera de vulnerable.